# Чемпионат мира по полумарафону 2008
Чемпионат мира по полумарафону 2008 года прошёл 12 октября в Рио-де-Жанейро (Бразилия).
Дистанция полумарафона проходила по улицам города. Всего было проведено 2 забега. Старт мужскому забегу был дан в 8:45 утра по местному времени, а женскому в 9:15. Определялись чемпионы в личном первенстве и в командном. Командный результат — складываются три лучших результата от страны и по сумме наименьшего времени определяются чемпионы.

## Призовой фонд
В личном первенстве (в долларах США):
- 1-е место — 30 000
- 2-е место — 15 000
- 3-е место — 10 000

В командном зачёте
- 1-е место — 15 000
- 2-е место — 12 000
- 3-е место — 9000

## Результаты

### Личный зачёт

#### Мужчины
| Место | Страна   | Имя             | Время   |
| ----- | -------- | --------------- | ------- |
|       | Эритрея  | Зерсенай Тадесе | 59.56   |
|       | Кения    | Патрик Макау    | 1:01.54 |
|       | Катар    | Ахмад Абдулла   | 1:01.57 |
| 4     | Кения    | Стивен Кибивотт | 1:01.58 |
| 5     | Япония   | Юсэи Накао      | 1:02.05 |
| 6     | Руанда   | Дидонне Диси    | 1:03.03 |
| 7     | Эфиопия  | Абебе Динкеса   | 1:03.04 |
| 8     | Бразилия | Марлисон Сантос | 1:03.14 |

Полные результаты здесь

#### Женщины
| Место | Страна     | Имя             | Время   |
| ----- | ---------- | --------------- | ------- |
|       | Нидерланды | Лорна Киплагат  | 1:08.37 |
|       | Эфиопия    | Аселефеш Мергиа | 1:09.57 |
|       | Кения      | Памела Чепчумба | 1:10.01 |
| 4     | Эфиопия    | Генет Гетанех   | 1:10.03 |
| 5     | Кения      | Пенина Арусеи   | 1:10.12 |
| 6     | Эфиопия    | Абебу Гелан     | 1:10.59 |
| 7     | Кения      | Джулия Мурага   | 1:11.11 |
| 8     | Эфиопия    | Атседе Хабтаму  | 1:11.13 |

Полные результаты здесь

### Командный зачёт

#### Мужчины
| Место | Команда                                                  | Время   |
| ----- | -------------------------------------------------------- | ------- |
|       | Кения · Патрик Макау · Стивен Кибивотт · Джозеф Марегу   | 3:07.24 |
|       | Эритрея · Зерсенай Тадесе · Майкл Тесфай · Могос Ахфером | 3:09.40 |
|       | Катар · Ахмад Абдулла · Эсса Рашид · Али Седам           | 3:10.52 |

Полные результаты здесь

#### Женщины
| Место | Команда                                                 | Время   |
| ----- | ------------------------------------------------------- | ------- |
|       | Эфиопия · Аселефеш Мергиа · Генет Гетанех · Абебу Гелан | 3:30.59 |
|       | Кения · Памела Чепчумба · Пенина Арусеи · Джулия Мурага | 3:31.24 |
|       | Япония · Юкико Акаба · Мики Охира · Юко Мачида          | 3:40.58 |

Полные результаты здесь